# Cees Koch
Pour les articles homonymes, voir Koch.
Cornelis « Cees » Koch (né le 16 juillet 1936 à Rotterdam et mort le 14 septembre 2021) est un athlète néerlandais, spécialiste du lancer du disque.

## Biographie
Il remporte la médaille d'argent du lancer du disque lors des Championnats d'Europe de 1962, à Belgrade, derrière le Soviétique Vladimir Trusenyov.
Il s'adjuge seize titres de champion des Pays-Bas, neuf au lancer du disque et sept au lancer du poids.

### Palmarès
| Date | Compétition           | Lieu     | Résultat | Épreuve          | Performance |
| ---- | --------------------- | -------- | -------- | ---------------- | ----------- |
| 1962 | Championnats d'Europe | Belgrade | 2e       | Lancer du disque | 55,96 m     |

### Records
| Épreuve          | Performance | Lieu      | Date           |
| ---------------- | ----------- | --------- | -------------- |
| Lancer du disque | 58,05 m     | Rotterdam | 20 mai 1962    |
| Lancer du poid   | 16,55 m     | Enschede  | 3 juillet 1960 |